# Scarlett Johansson

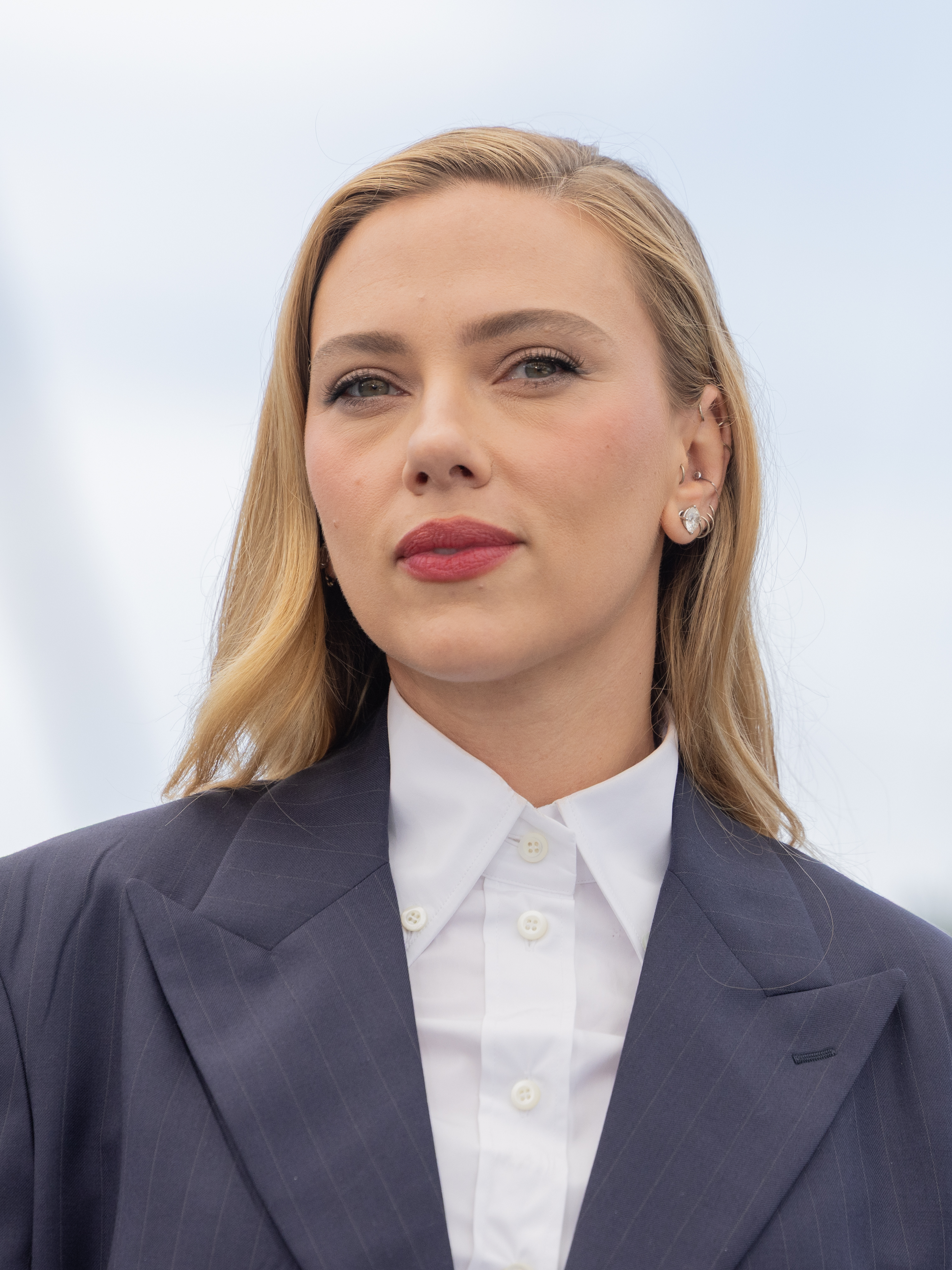
Scarlett Johansson bei den Filmfestspielen von Cannes 2025

Scarlett Ingrid Johansson (* 22. November 1984 in New York City) ist eine US-amerikanisch-dänische Schauspielerin und Sängerin.

## Leben

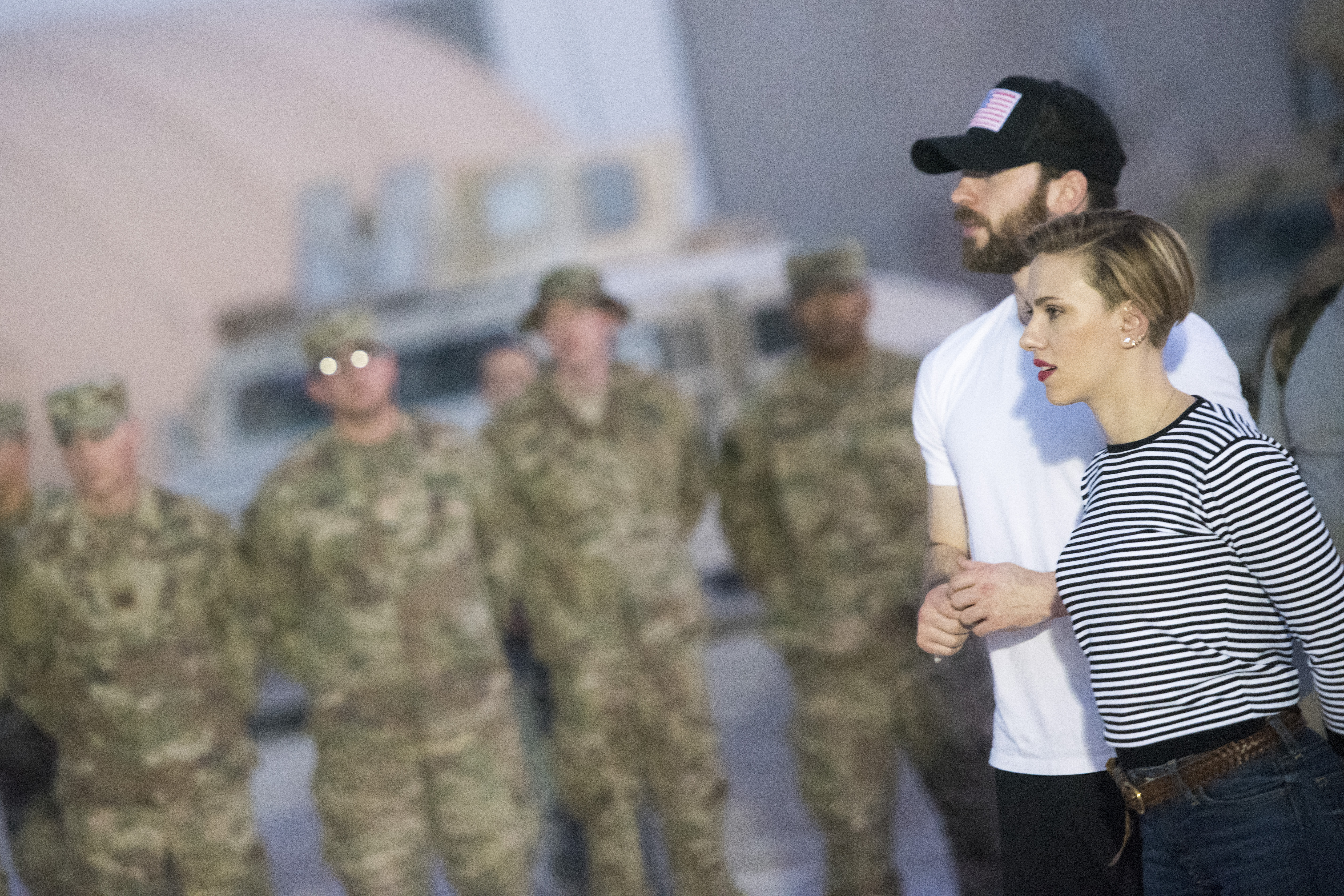
Johansson mit Chris Evans (2016)

Scarlett Johanssons dänischer Vater Karsten ist Architekt, ihre Mutter Melanie Sloan entstammt einer aschkenasischen Familie polnisch-jüdischer Herkunft aus dem New Yorker Stadtbezirk Bronx. Nach der Scheidung ihrer Eltern lebte sie zunächst einige Zeit bei ihrem Vater in New York, dann bei ihrer Mutter in Los Angeles. Sie hat einen Zwillingsbruder (Hunter) sowie eine ältere Schwester (Vanessa) und einen älteren Bruder (Adrian). Sie ist die Enkeltochter des Kunsthistorikers Ejner Johansson. Ihre Eltern wählten für sie den Vornamen Scarlett (englisch scarlet „scharlachrot“) nach Scarlett O’Hara aus dem Roman Vom Winde verweht. Ihr schwedischer Nachname stammt von ihrem Urgroßvater Axel Robert Johansson, der sich in Dänemark niederließ.
Schon als Kind besuchte sie das Lee Strasberg Theatre and Film Institute. 2002 machte sie ihren Abschluss an der Professional Children’s School in Manhattan. Ab 2001 datete sie für zwei Jahre den Musiker Jack Antonoff, mit dem sie auch den Abschlussball besuchte.
Ihre Schauspielkarriere begann bereits 1992 in Los Angeles mit dem Off-Broadway-Theaterstück Sophistry, in dem sie mit Ethan Hawke auf der Bühne stand.
Von 1993 bis 2009 agierte Melanie Sloan als Managerin Johanssons und war mit 10 Prozent an sämtlichen Einnahmen ihrer Tochter beteiligt, bis diese sie entließ.
Im Mai 2008 wurde ihre Verlobung mit dem Schauspieler Ryan Reynolds bekannt und die beiden heirateten am 27. September 2008 in Kanada.
Die im Dezember 2010 angekündigte Scheidung wurde vom Bezirksgericht von Los Angeles County am 1. Juli 2011 vollzogen.
Im Herbst 2011 fanden mehrere private Fotos von Johansson den Weg ins Internet. Ein der Tat beschuldigter Cyberkrimineller wurde im Oktober 2011 vom FBI festgenommen.
Ab August 2013 war Scarlett Johansson mit dem französischen Journalisten Romain Dauriac verlobt und das Paar hat eine Tochter, die im September 2014 geboren wurde.
Kurz nach der Geburt der Tochter heiratete das Paar, trennte sich aber nach rund zwei Jahren wieder.
Danach folgte ein Sorgerechtsstreit um ihre gemeinsame Tochter. Seit September 2017 sind Johansson und Dauriac geschieden.
Seit Mai 2017 sind Johansson und der US-amerikanische Komiker Colin Jost liiert, im Oktober 2020 heirateten sie.
Im August 2021 wurden sie Eltern eines Sohnes.
Laut Forbes Magazin war Johansson im Jahr 2019 die bestbezahlte Schauspielerin mit einem geschätzten Jahreseinkommen von 56 Millionen US-Dollar (Juni 2018 bis Juni 2019).
Ihr Spielfilm-Regiedebüt Eleanor the Great wurde bei den Internationalen Filmfestspiele von Cannes 2025 in der Reihe Un Certain Regard aufgeführt.

## Karriere

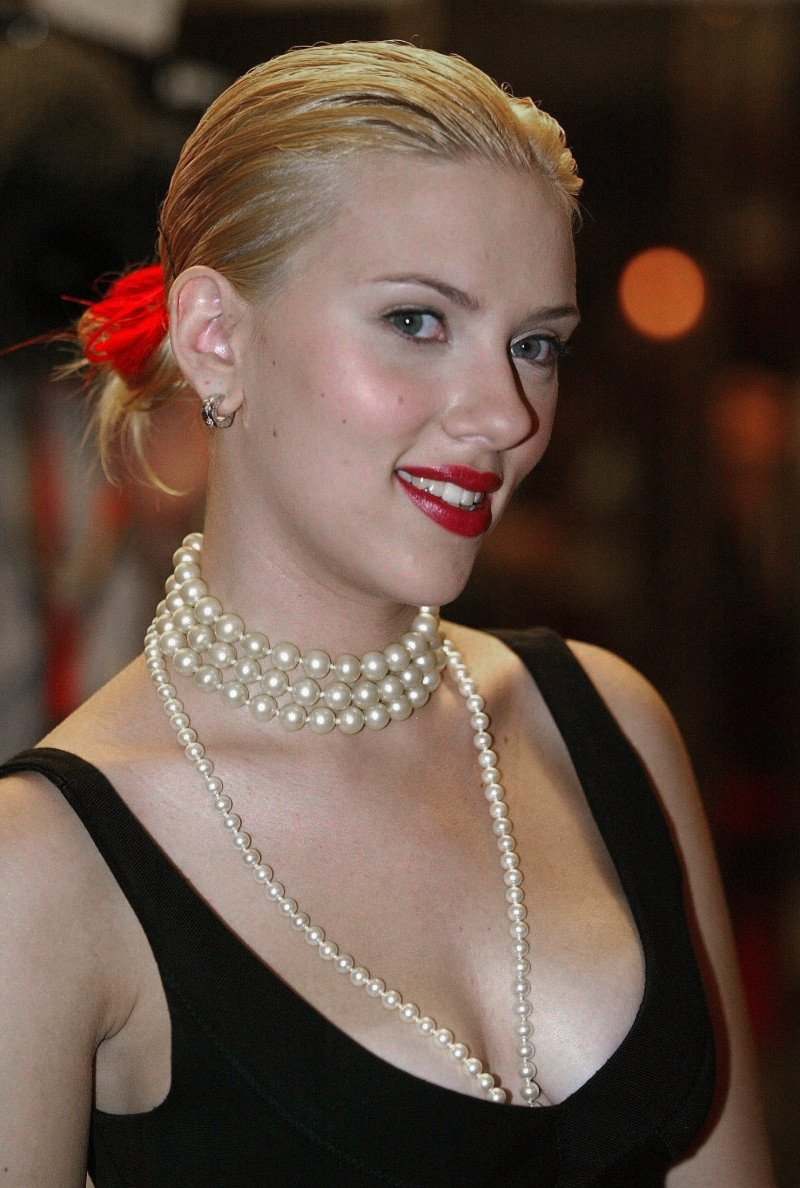
Scarlett Johansson auf dem Toronto Film Festival 2003

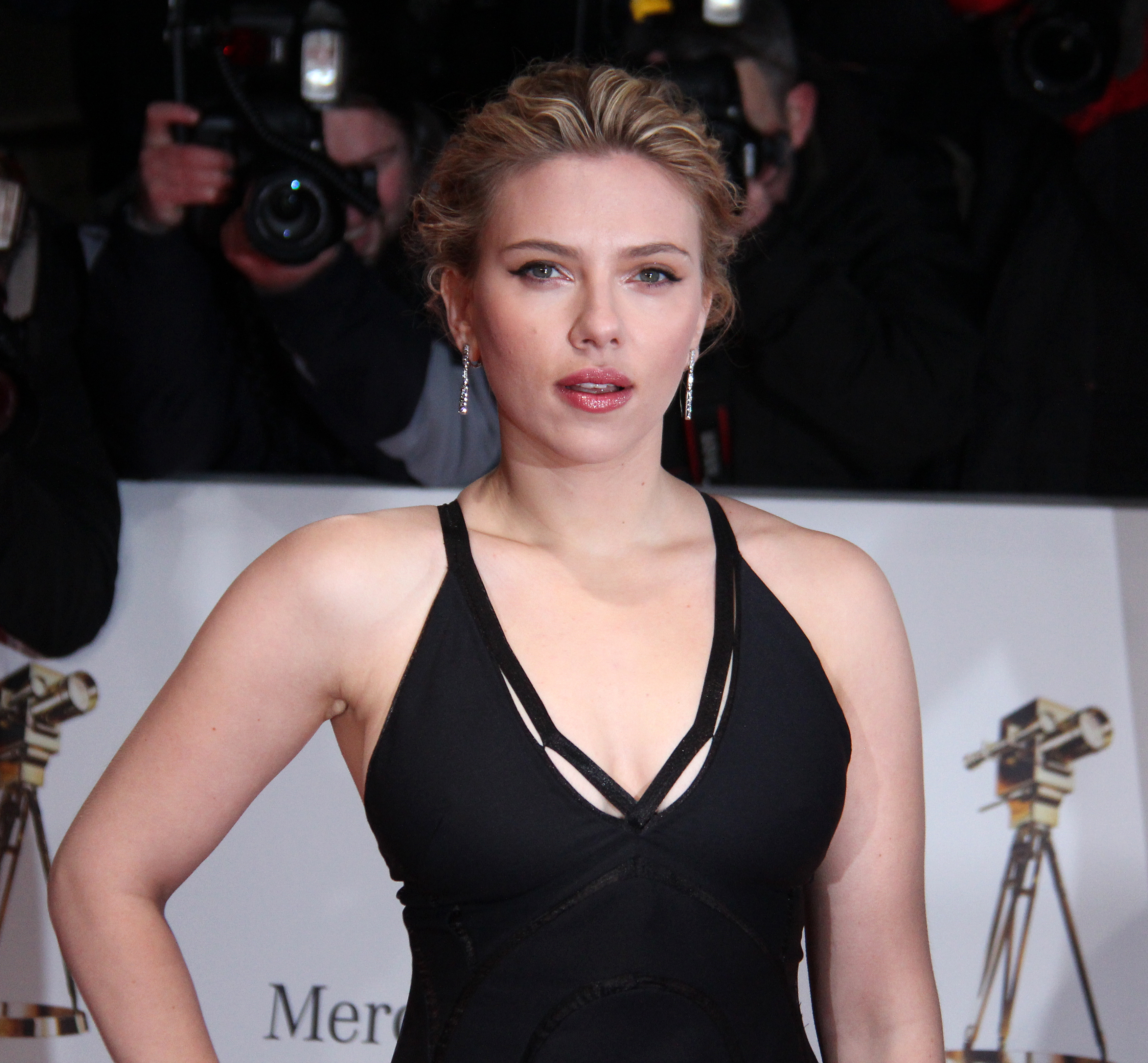
Scarlett Johansson bei der Goldenen Kamera 2012

### Als Schauspielerin
Johansson gab ihr Schauspieldebüt mit einer kleineren Rolle in dem Film North von 1994 und spielte danach Nebenrollen in Im Sumpf des Verbrechens, Wenn Lucy springt und Wieder allein zu Haus. Ins Rampenlicht rückte sie 1996 mit ihrer ersten Hauptrolle in Manny & Lo, für die sie im Jahr darauf für einen Independent Spirit Award nominiert wurde.
Mit ihrem Part in der Verfilmung des Romans Der Pferdeflüsterer von und mit Robert Redford steigerte sie ihren Bekanntheitsgrad. Redford war begeistert von der damals 14-Jährigen; für den besten Auftritt einer jungen Schauspielerin in der Kategorie Drama gewann sie den Young Star Award. Danach spielte sie in den Filmen Immer Ärger mit Schweinchen George, Ghost World, The Man Who Wasn’t There und Arac Attack – Angriff der achtbeinigen Monster.
Mit Lost in Translation von Sofia Coppola gelang ihr an der Seite von Bill Murray 2003 der internationale Durchbruch. Johansson, deren Markenzeichen ihre raue Stimme ist, spielt dort eine frisch verheiratete junge Frau, die sich wie der deutlich ältere Schauspieler Bob Harris in Tokio verloren fühlt. Trotz des Altersunterschieds kommen sich beide in dieser ungewöhnlichen Situation näher. Für ihre Darstellung bekam sie eine Reihe von Auszeichnungen, unter anderem den British Academy Film Award und eine Nominierung für den Golden Globe Award.
Eine zweite Golden-Globe-Nominierung erhielt sie im selben Jahr für das Historiendrama Das Mädchen mit dem Perlenohrring, in dem sie die Figur der Griet verkörperte, die dem Maler Jan Vermeer Modell steht. Es folgte die seichte Teenagerkomödie Voll gepunktet und das Drama Good Woman – Ein Sommer in Amalfi. Ihre Rolle in dem Film Lovesong for Bobby Long brachte ihr eine dritte Golden-Globe-Nominierung ein.
An der Seite von Ewan McGregor feierte sie 2005 in dem Science-Fiction-Film Die Insel einen weiteren kommerziellen Erfolg. In Woody Allens Filmdrama Match Point spielte sie eine arbeitslose US-amerikanische Schauspielerin, die sich in London auf eine Affäre mit einem Iren einlässt, der in die Oberschicht eingeheiratet hat. Für diese Rolle war sie ein weiteres Mal für einen Golden Globe nominiert. Für den Film Scoop – Der Knüller arbeitete sie 2006 erneut unter der Regie von Woody Allen. Ihre Rolle als dessen Muse bestätigte sich mit Allens übernächstem Film Vicky Cristina Barcelona, den dieser im Sommer 2007 mit Johansson sowie Javier Bardem, Penélope Cruz und Rebecca Hall drehte.
Daneben war sie 2007 auch in den Musikvideos zu den Liedern When the Deal Goes Down von Bob Dylan und What Goes Around… Comes Around… von Justin Timberlake zu sehen.
2008 spielte sie an der Seite von Natalie Portman und Eric Bana in dem Historiendrama Die Schwester der Königin Mary Boleyn.
Anschließend war sie in den Comic-Verfilmungen The Spirit (2008) und Iron Man 2 (2010) sowie in der erfolgreichen Komödie Er steht einfach nicht auf Dich zu sehen.
Am 24. Januar 2010 gab sie mit dem Drama Blick von der Brücke ihre Broadway-Premiere an der Seite von Liev Schreiber; für ihre Darstellung erhielt sie den Tony Award. Seit Dezember 2012 spielt sie die Rolle der Maggie in Die Katze auf dem heißen Blechdach am Richard Rodgers Theatre.
2013 erschien Jonathan Glazers Film Under The Skin, in dem sie die Hauptrolle übernahm. Während der Dreharbeiten entstand das Foto Scarlett Johansson Falling Down, das sich im Herbst 2013 zu einem Internetphänomen entwickelte.
2012 verkörperte sie Janet Leigh in dem Biopic Hitchcock. 2013 spielte sie beim Regiedebüt von Joseph Gordon-Levitt eine weibliche Hauptrolle in der Komödie Don Jon. Im selben Jahr lieh sie in Her dem hochentwickelten Computer-Betriebssystem Samantha ihre Stimme. Für ihren Vortrag wurde sie als der eigentliche Star des Films gelobt, der Samantha einen faszinierenden, vielschichtigen Charakter verliehen habe.
Von Juni 2014 bis Juni 2015 erzielte sie ein Jahreseinkommen von 35,5 Millionen US-Dollar und war damit nach Jennifer Lawrence in diesem Zeitraum die zweitbestverdienende Schauspielerin der Welt.
2010 spielte Johansson in Iron Man 2 erstmalig die bei Fans populäre Rolle der „Black Widow“ bzw. „Natasha Romanoff“ in den Filmen des Marvel Cinematic Universe.
2018 war Scarlett Johansson für die Hauptrolle in dem Biopic Rub & Tug über den transsexuellen Dante Gill vorgesehen. Nach viel Kritik sowie einem Dialog mit der LGBT-Community gab die Schauspielerin den Part schließlich wieder ab.
2020 wurde Johansson bei der Oscarverleihung die seltene Ehre einer Doppel-Nominierung zuteil. Sie fand sowohl für ihre Hauptrolle in Marriage Story als auch für ihre Nebenrolle in Jojo Rabbit Berücksichtigung.
Im Jahr 2021 verklagte Scarlett Johansson die Firma Disney in einem Vertragsverletzungsverfahren. Laut der Schauspielerin war ihr seitens des Medien-Konzerns vertraglich zugesichert worden, dass der Film Black Widow ausschließlich in den Kinos erscheinen werde. Disney veröffentlichte den Film jedoch später auch auf der Streaming-Plattform Disney-Plus. Johansson, der abhängig vom Erfolg des Films an den Kinokassen eine zusätzliche Vergütung zustand, rügte dies als Vertragsverstoß. Disney bezeichnete die Anschuldigungen öffentlich als „haltlos“ und warf der Schauspielerin vor, angesichts der anhaltenden Covid-19-Pandemie unsensibel zu handeln.
Sie soll laut Disney zu diesem Zeitpunkt bereits ihre Gage in Höhe von 20 Millionen Dollar erhalten haben.
Im September 2021 legten die Parteien den Rechtsstreit in einer außergerichtlichen Einigung bei. Die Details des Deals sind nicht bekannt.
Im Jahr 2023 gab Johansson bekannt, die Rolle der Superheldin „Black Widow“, die ihr zu weltweiter Bekanntheit verholfen hat, endgültig an den Nagel zu hängen.

### Deutsche Synchronisation
Seit dem Film Match Point wird Johansson von der deutschen Schauspielerin Luise Helm gesprochen, bis dahin war Berenice Weichert ihre Standard-Synchronsprecherin.

### Musikkarriere
2006 erschien in den Vereinigten Staaten das Album Unexpected Dreams. Songs From The Stars, auf dem Johansson mit dem Titel Summertime vertreten ist. Sie sang zusammen mit Will.i.am und anderen den Song Yes We Can, der Barack Obamas Präsidentschaftskampagne unterstützte. Im April 2008 stellte sie in London ihr Album Anywhere I Lay My Head vor, das dann am 16. Mai 2008 erschien und aus Coverversionen von Tom-Waits-Liedern besteht.
Im September 2009 kam das Album Break Up heraus, für das Johansson Duette mit Pete Yorn aufgenommen hatte.
Weiterhin beteiligte sie sich mehrfach an Soundtracks, beispielsweise für Er steht einfach nicht auf Dich. Für den Dokumentarfilm Chasing Ice sang sie ein Lied, welches bei den Academy Awards 2013 als bester Song nominiert wurde.
Im Januar 2025 erschien das erste Lied des neuen Albums von Jeff Goldblum, welches von Scarlett Johansson gesungen wird. Das Lied hat den Titel "The Best Is Yet To Come".

### Moderation
Ab 21. Januar 2025 moderierte Scarlett Johansson für zunächst eine Woche als Co-Moderatorin den Ableger der Talk Show "Today With Jenna & Friends" an der Seite von Jenna Bush Hager.

## Soziales Engagement

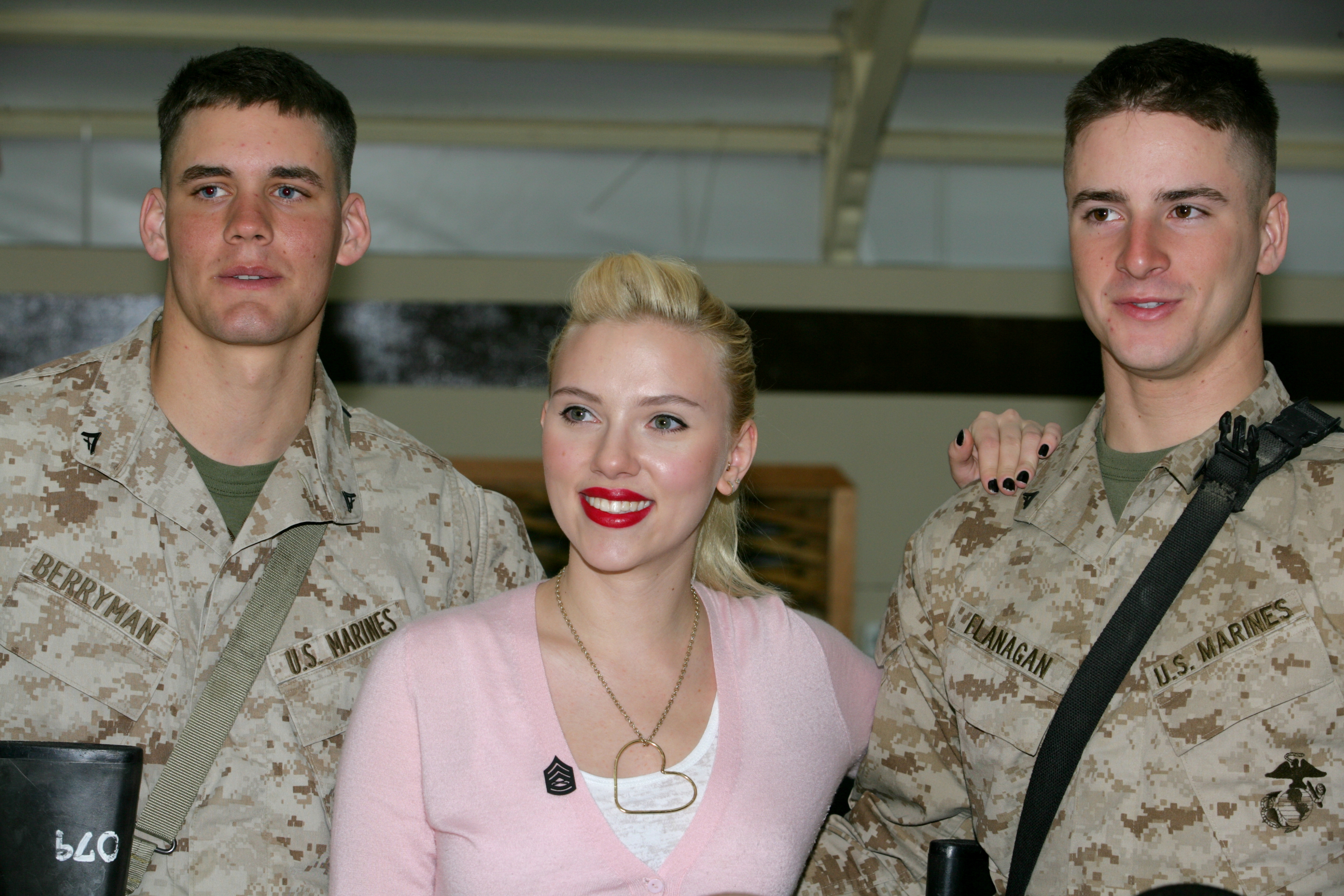
Johansson war 2008 für die United Service Organizations in Kuwait unterwegs.

Johansson war ab 2005 Botschafterin der zivilgesellschaftlichen Entwicklungshilfeorganisation Oxfam, die sich weltweit für nachhaltige Entwicklung und soziale Gerechtigkeit einsetzt. 2007 reiste sie mit Oxfam nach Asien, um sich vor Ort ein Bild von der Situation der Menschen zu machen.
In Sri Lanka besuchte sie Projekte, die sich um Überlebende des Tsunamis kümmern, in Indien verbrachte sie einen Tag an einer von Oxfam gegründeten Mädchenschule in Uttar Pradesh. Für die Reise verzichtete sie auf ihre Teilnahme an den Feierlichkeiten rund um die Oscar-Verleihung.
Anfang 2008 ließ sie über eine Online-Auktion ein Date mit sich versteigern. Der Erlös von 40.000 US-Dollar kam der Hilfsorganisation Oxfam zugute.
Seit Januar 2014 tritt Johansson als zentrale Werbefigur des israelischen Haushaltsgerätekonzerns SodaStream auf. SodaStream produzierte unter anderem im Industriepark der jüdischen Siedlung Maʿale Adummim, die im von Israel seit 1967 besetzten Westjordanland liegt (das Sodastream-Werk in Maʿale Adummim wurde allerdings bereits 2015 geschlossen und in die südisraelische Stadt Rahat verlegt). Oxfam zeigte sich als Unterstützer von Boykottmaßnahmen gegen Produkte aus den israelischen Siedlungen darüber irritiert.
Daraufhin beendete Johansson ihre Zusammenarbeit mit Oxfam wegen „fundamentaler Auffassungsunterschiede“ bezüglich Boykottaufrufen gegen Israel.

## Werbung
Neben ihren Schauspiel- und Gesangstätigkeiten arbeitet Johansson auch als Model. Sie nahm an einer Werbekampagne für ein Parfüm teil und stand Modell für eine französische Luxusmarke. Seit 2007 wirbt sie außerdem für einen Sportartikelhersteller, mit dem sie ihre eigene Modekollektion veröffentlicht.
2009 wurde sie von der italienischen Modemarke Dolce & Gabbana als Gesicht für deren Make-up-Linie und von einer spanischen Modemarke für mehrere Kampagnen engagiert.
Im März 2006 erschien sie neben Keira Knightley und Tom Ford nackt auf dem von Annie Leibovitz gestalteten Titelcover des US-Magazins Vanity Fair.
Für das Flaunt Magazine ließ sie sich im selben Jahr zusammen mit der Strip-Künstlerin Dita Von Teese in Fetisch-Kleidung ablichten.

## Diskografie

### Studioalben
| Jahr | Titel                  | Höchstplatzierung, Gesamtwochen, AuszeichnungChartplatzierungen (Jahr, Titel, Platzierungen, Wochen, Auszeichnungen, Anmerkungen) | Höchstplatzierung, Gesamtwochen, AuszeichnungChartplatzierungen (Jahr, Titel, Platzierungen, Wochen, Auszeichnungen, Anmerkungen) | Höchstplatzierung, Gesamtwochen, AuszeichnungChartplatzierungen (Jahr, Titel, Platzierungen, Wochen, Auszeichnungen, Anmerkungen) | Höchstplatzierung, Gesamtwochen, AuszeichnungChartplatzierungen (Jahr, Titel, Platzierungen, Wochen, Auszeichnungen, Anmerkungen) | Höchstplatzierung, Gesamtwochen, AuszeichnungChartplatzierungen (Jahr, Titel, Platzierungen, Wochen, Auszeichnungen, Anmerkungen) | Anmerkungen                                            |
| Jahr | Titel                  | DE | AT | CH | UK | US | Anmerkungen                                            |
| ---- | ---------------------- | --- | --- | --- | --- | --- | ------------------------------------------------------ |
| 2008 | Anywhere I Lay My Head | DE30 (4 Wo.)DE | AT25 (8 Wo.)AT | CH15 (4 Wo.)CH | UK64 (1 Wo.)UK | US126 (1 Wo.)US | Erstveröffentlichung: 16. Mai 2008                     |
| 2009 | Break Up               | DE89 (1 Wo.)DE | — | CH58 (6 Wo.)CH | — | US41 (9 Wo.)US | Erstveröffentlichung: 15. September 2009 mit Pete Yorn |

### EPs
| Jahr | Titel              | Anmerkungen                                            |
| ---- | ------------------ | ------------------------------------------------------ |
| 2008 | Rhapsody Originals | Erstveröffentlichung: 24. Juni 2008                    |
| 2008 | Live Session       | Erstveröffentlichung: 15. Juli 2008                    |
| 2009 | Live at KCRW.com   | Erstveröffentlichung: 15. Dezember 2009; mit Pete Yorn |
| 2018 | Apart              | Erstveröffentlichung: 1. Juni 2018; mit Pete Yorn      |

### Singles
| Jahr | Titel Album                         | Höchstplatzierung, Gesamtwochen, AuszeichnungChartplatzierungen (Jahr, Titel, Album, Platzierungen, Wochen, Auszeichnungen, Anmerkungen) | Höchstplatzierung, Gesamtwochen, AuszeichnungChartplatzierungen (Jahr, Titel, Album, Platzierungen, Wochen, Auszeichnungen, Anmerkungen) | Anmerkungen                                      |
| Jahr | Titel Album                         | DE | CH | Anmerkungen                                      |
| ---- | ----------------------------------- | --- | --- | ------------------------------------------------ |
| 2008 | Falling Down Anywhere I Lay My Head | — | CH70 (2 Wo.)CH | Erstveröffentlichung: 18. März 2008              |
| 2009 | Relator Break Up                    | DE91 (3 Wo.)DE | CH57 (9 Wo.)CH | Erstveröffentlichung: 12. Mai 2009 mit Pete Yorn |

## Filmografie

### Kinofilme
- 1994: North – Eltern, nein danke! (North)
- 1995: Im Sumpf des Verbrechens (Just Cause)
- 1996: Wenn Lucy springt (If Lucy Fell)
- 1996: Manny & Lo
- 1997: Fall
- 1997: Wieder allein zu Haus (Home Alone 3)
- 1998: Der Pferdeflüsterer (The Horse Whisperer)
- 1999: Immer Ärger mit Schweinchen George (My Brother the Pig)
- 2001: Ghost World
- 2001: The Man Who Wasn’t There
- 2001: Ein amerikanischer Traum (An American Rhapsody)
- 2002: Arac Attack – Angriff der achtbeinigen Monster (Eight Legged Freaks)
- 2003: Lost in Translation
- 2003: Das Mädchen mit dem Perlenohrring (Girl with a Pearl Earring)
- 2004: Voll gepunktet (The Perfect Score)
- 2004: Lovesong for Bobby Long (A Love Song for Bobby Long)
- 2004: Good Woman – Ein Sommer in Amalfi (A Good Woman)
- 2004: Der SpongeBob Schwammkopf Film (The SpongeBob SquarePants Movie, Stimme)
- 2004: Reine Chefsache (In Good Company)
- 2005: Die Insel (The Island)
- 2005: Match Point
- 2006: Scoop – Der Knüller (Scoop)
- 2006: The Black Dahlia
- 2006: Prestige – Die Meister der Magie (The Prestige)
- 2007: Nanny Diaries (The Nanny Diaries)
- 2008: Die Schwester der Königin (The Other Boleyn Girl)
- 2008: Vicky Cristina Barcelona
- 2008: The Spirit
- 2009: Er steht einfach nicht auf dich! (He’s Just Not That Into You)
- 2010: Iron Man 2
- 2011: Wir kaufen einen Zoo (We Bought a Zoo)
- 2012: Marvel’s The Avengers (The Avengers)
- 2012: Hitchcock
- 2013: Don Jon
- 2013: Under the Skin
- 2013: Her (Stimme)
- 2014: Kiss the Cook – So schmeckt das Leben! (Chef)
- 2014: The Return of the First Avenger (Captain America: The Winter Soldier)
- 2014: Lucy
- 2015: Avengers: Age of Ultron
- 2016: Hail, Caesar!
- 2016: The Jungle Book (Stimme)
- 2016: The First Avenger: Civil War (Captain America: Civil War)
- 2016: Sing (Stimme)
- 2017: Ghost in the Shell
- 2017: Girls’ Night Out (Rough Night)
- 2018: Isle of Dogs – Ataris Reise (Isle of Dogs, Stimme)
- 2018: Avengers: Infinity War
- 2019: Captain Marvel
- 2019: Avengers: Endgame
- 2019: Marriage Story
- 2019: Jojo Rabbit
- 2021: Black Widow
- 2021: Sing – Die Show deines Lebens (Sing 2, Stimme)
- 2023: Asteroid City
- 2023: North Star
- 2024: To the Moon (Fly Me to the Moon)
- 2024: Transformers One (Stimme)
- 2024: Sing: Thriller (Stimme)
- 2025: Thunderbolts* (Executive Producer)
- 2025: Der phönizische Meisterstreich (The Phoenician Scheme)
- 2025: Eleanor the Great (Regie)
- 2025: Jurassic World: Die Wiedergeburt (Jurassic World Rebirth)

### Fernsehserien
- 1995: Der Klient (The Client, Pilotfolge)
- 2004: Entourage (Folge 1x08)
- 2005–2008: Robot Chicken (sechs Folgen, Stimme)

### Dokumentarfilm
- 2023: Catching Fire: The Story of Anita Pallenberg (Stimme)

### Musikvideos
- 2006: Bob Dylan – When The Deal Goes Down
- 2007: Justin Timberlake – What Goes Around… Comes Around
- 2008: Scarlett Johansson – Falling down

## Auszeichnungen

### Erhaltene Auszeichnungen

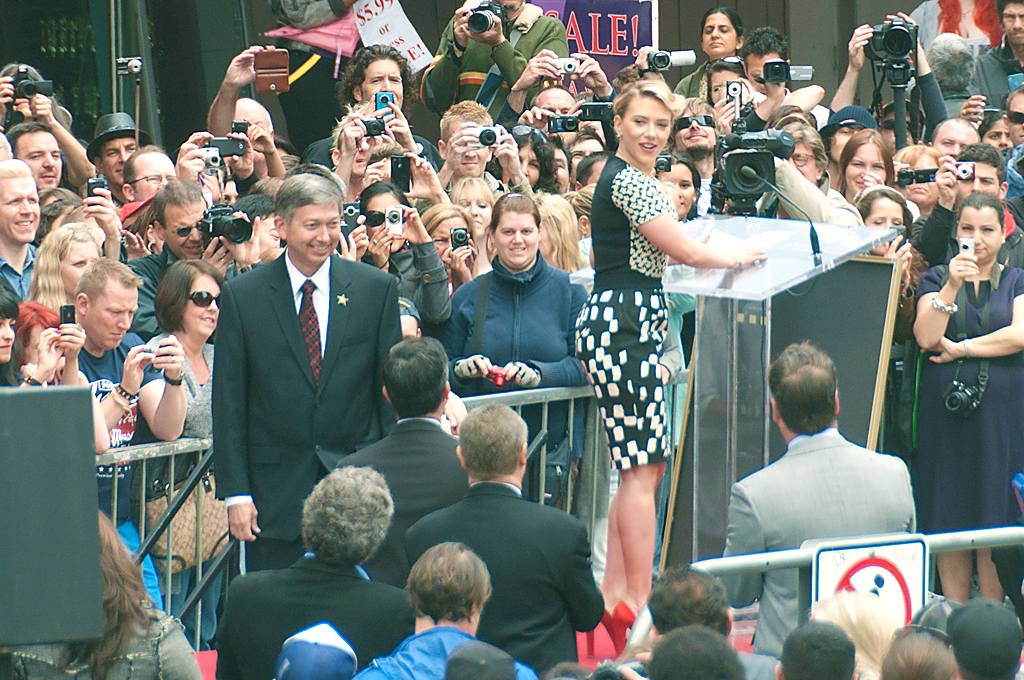
Johansson bei der Einweihung ihres Sterns auf dem Hollywood Walk of Fame (2012)

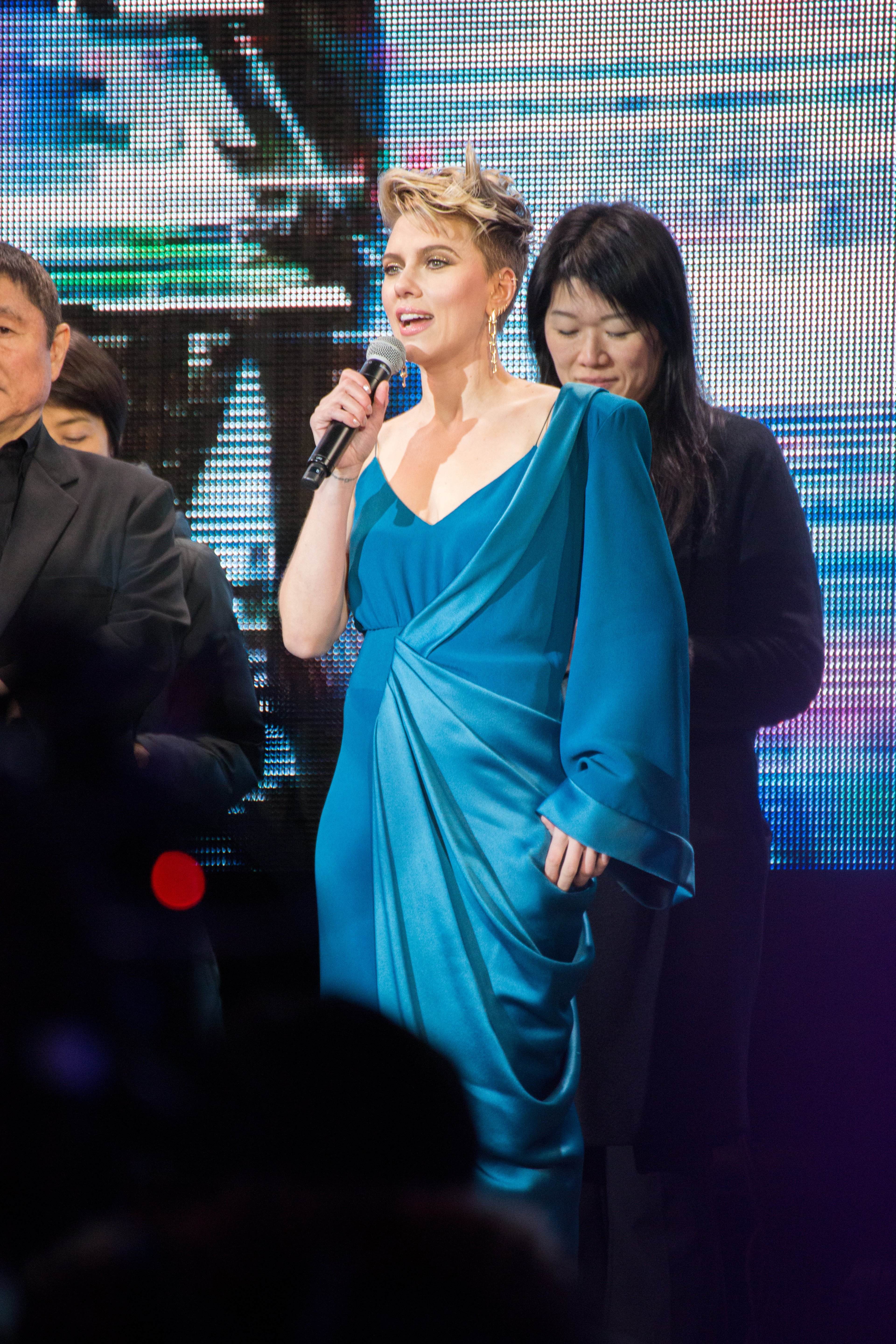
Scarlett Johansson bei der Tokyoter Premiere von Ghost in the Shell (2017)

- 1998: YoungStar Award als Beste Jungschauspielerin für Der Pferdeflüsterer
- 2001: Toronto Film Critics Association Award als Beste Nebendarstellerin für Ghost World
- 2002: Chlotrudis Award als Beste Nebendarstellerin für Ghost World
- 2002: Gertrudis Award
- 2002: Young Artist Award als Bestes Filmensemble für Ein amerikanischer Traum
- 2002: Young Artist Award als Beste junge Hauptdarstellerin für Ein amerikanischer Traum
- 2004: BAFTA Award als Beste Hauptdarstellerin für Lost in Translation
- 2004: Los Angeles Film Critics Association Award als Bester Nachwuchs
- 2006: Sexiest Woman Alive[48]
- 2007: Hasty Pudding Theatricals als Frau des Jahres
- 2010: Tony Award als Beste Nebendarstellerin in einem Theaterstück für Blick von der Brücke
- 2010: Theatre World Award für Blick von der Brücke
- 2012: Goldene Kamera als Beste Schauspielerin International
- 2012: Stern auf dem Hollywood Walk of Fame
- 2013: Sexiest Woman Alive[48]
- 2014: Ehrenpreis, César 2014[49]
- 2019: Teen Choice Award als Beste Darstellerin in einem Actionfilm für Avengers: Endgame
- 2021: MTV Generation Award, MTV Movie & TV Awards[50]
- 2022: Nickelodeon Kids’ Choice Awards als Beste Synchronsprecherin Animationsfilm für Sing 2[51]
- 2022: MTV Movie & TV Awards als Beste Heldin für Black Widow[52]

### Nominierungen
- 2004 Golden Globe als Beste Hauptdarstellerin – Drama für Lost in Translation
- 2004 Golden Globe als Beste Hauptdarstellerin – Drama für Das Mädchen mit dem Perlenohrring
- 2005 Golden Globe als Beste Hauptdarstellerin – Drama für Lovesong for Bobby Long
- 2006 Golden Globe als Beste Nebendarstellerin für Match Point
- 2020 Golden Globe als Beste Hauptdarstellerin – Drama für Marriage Story
- 2020 Oscar als Beste Hauptdarstellerin für Marriage Story
- 2020 Oscar als Beste Nebendarstellerin für Jojo Rabbit